# Diego Aponte Quiñones
Diego Aponte Quiñones (Villarejo de Salvanés, Madrid; c. 1545-Málaga, 24 de abril de 1599) fue un eclesiástico español que llegó a ser obispo de Oviedo y Málaga.
El 28 de enero es promovido para el puesto de obispo de Oviedo tomando posesión del puesto el 31 de marzo de 1585. Se mantiene en este puesto hasta el año 1598 en el que es nombrado obispo de Málaga el 31 de agosto de ese mismo año. Permanece en este puesto hasta su fallecimiento el 24 de abril de 1599.
| Predecesor: Francisco de Orantes y Villena | Obispo de Oviedo 1585-1598 | Sucesor: Gonzalo Gutiérrez Montilla |
| Predecesor: Luis García Haro de Sotomayor  | Obispo de Málaga 1598-1599 | Sucesor: Tomás de Borja             |

- Datos: Q5805881